# Tuleta (Droma)
Tuleta (en francès Tulette) és un municipi francès situat al departament de la Droma i a la regió d'Alvèrnia-Roine-Alps. L'any 2007 tenia 1.877 habitants.

## Demografia

### Població
El 2007 la població de fet de Tulette era de 1.877 persones. Hi havia 760 famílies de les quals 261 eren unipersonals (103 homes vivint sols i 158 dones vivint soles), 222 parelles sense fills, 222 parelles amb fills i 55 famílies monoparentals amb fills.
La població ha evolucionat segons el següent gràfic:
Habitants censats

### Habitatges
El 2007 hi havia 1.000 habitatges, 806 eren l'habitatge principal de la família, 75 eren segones residències i 120 estaven desocupats. 764 eren cases i 228 eren apartaments. Dels 806 habitatges principals, 477 estaven ocupats pels seus propietaris, 284 estaven llogats i ocupats pels llogaters i 45 estaven cedits a títol gratuït; 10 tenien una cambra, 87 en tenien dues, 133 en tenien tres, 226 en tenien quatre i 350 en tenien cinc o més. 428 habitatges disposaven pel capbaix d'una plaça de pàrquing. A 379 habitatges hi havia un automòbil i a 327 n'hi havia dos o més.

### Piràmide de població
La piràmide de població per edats i sexe el 2009 era:
| Homes | Edats   | Dones |
| ----- | ------- | ----- |
| 0     | 95 o +  | 0     |
| 4     | 90 a 94 | 16    |
| 8     | 85 a 89 | 28    |
| 16    | 80 a 84 | 24    |
| 52    | 75 a 79 | 40    |
| 32    | 70 a 74 | 60    |
| 52    | 65 a 69 | 32    |
| 64    | 60 a 64 | 48    |
| 68    | 55 a 59 | 56    |
| 36    | 50 a 54 | 44    |
| 48    | 45 a 49 | 48    |
| 76    | 40 a 44 | 84    |
| 56    | 35 a 39 | 52    |
| 44    | 30 a 34 | 64    |
| 56    | 25 a 29 | 44    |
| 20    | 20 a 24 | 40    |
| 72    | 15 a 19 | 60    |
| 44    | 10 a 14 | 60    |
| 52    | 5 a 9   | 56    |
| 40    | 0 a 4   | 32    |

## Economia
El 2007 la població en edat de treballar era de 1.126 persones, 809 eren actives i 317 eren inactives. De les 809 persones actives 718 estaven ocupades (386 homes i 332 dones) i 91 estaven aturades (44 homes i 47 dones). De les 317 persones inactives 114 estaven jubilades, 100 estaven estudiant i 103 estaven classificades com a «altres inactius».

### Ingressos
El 2009 a Tulette hi havia 775 unitats fiscals que integraven 1.788 persones, la mediana anual d'ingressos fiscals per persona era de 14.980 €.

### Activitats econòmiques
Dels 131 establiments que hi havia el 2007, 1 era d'una empresa extractiva, 4 d'empreses alimentàries, 5 d'empreses de fabricació d'altres productes industrials, 19 d'empreses de construcció, 33 d'empreses de comerç i reparació d'automòbils, 3 d'empreses de transport, 7 d'empreses d'hostatgeria i restauració, 2 d'empreses d'informació i comunicació, 6 d'empreses financeres, 6 d'empreses immobiliàries, 11 d'empreses de serveis, 22 d'entitats de l'administració pública i 12 d'empreses classificades com a «altres activitats de serveis».
Dels 30 establiments de servei als particulars que hi havia el 2009, 1 era una oficina de correu, 1 una oficina bancària, 2 funeràries, 1 taller de reparació d'automòbils i de material agrícola, 1 autoescola, 5 paletes, 4 lampisteries, 3 electricistes, 3 perruqueries, 1 agència de treball temporal, 4 restaurants, 1 agència immobiliària, 1 tintoreria i 2 salons de bellesa.
Dels 8 establiments comercials que hi havia el 2009, 2 eren botigues de més de 120 m², 1 una fleca, 1 una carnisseria, 1 una llibreria, 1 una botiga d'equipament de la llar, 1 una botiga de mobles i 1 una floristeria.
L'any 2000 a Tulette hi havia 108 explotacions agrícoles que ocupaven un total de 2.080 hectàrees.

## Equipaments sanitaris i escolars
El 2009 hi havia 1 farmàcia i 1 ambulància.
El 2009 hi havia 1 escola maternal i 1 escola elemental.

## Poblacions properes
El següent diagrama mostra les poblacions més properes.